# Silviu Ilie
Silviu Ilie (* 27. Juni 1988 in Galați) ist ein ehemaliger rumänischer Fußballspieler.

## Karriere
Die Karriere von Ilie begann, als er im Jahr 2005 in den Kader der ersten Mannschaft von Oțelul Galați aufgenommen wurde, das in der Divizia A (heute Liga 1), der höchsten rumänischen Fußballliga, spielte. Im November 2005 kam er im Ligaspiel gegen Politehnica AEK Timișoara zu seinem ersten Einsatz. Um Spielpraxis zu sammeln, wechselte er in der Winterpause zum Lokalrivalen Dunărea Galați in die Divizia B. Dort entwickelte er sich zum Stammspieler und konnte sich mit seinem Klub zweimal im Mittelfeld der Liga platzieren.
Im Sommer 2007 kehrte Ilie zu Oțelul zurück und wurde unter Trainer Petre Grigoraș und ab Sommer 2009 unter Dorinel Munteanu ebenfalls zur Stammkraft. Nach drei Jahren im Mittelfeld der Liga 1 gewann er mit seiner Mannschaft in der Saison 2010/11 gegen die finanzstarke Konkurrenz die rumänische Meisterschaft und zu Beginn der Spielzeit 2011/12 den rumänischen Supercup. Anfang 2015 verließ er den Klub zu Aufsteiger ASA Târgu Mureș. Dort konnte er sich nicht durchsetzen und kam lediglich auf drei Einsätze. Im Sommer 2015 schloss er sich Zweitligist Farul Constanța an. Auch wurde er von seinem Trainer Constantin Gache nur selten eingesetzt. Anfang 2016 wurde sein Vertrag aufgelöst. Er war ein halbes Jahr ohne Klub, ehe ihn im Sommer der FC Dunărea Călărași verpflichtete. Nach einer letzten Verpflichtung für Oțelul (ohne Einsatz) beendete er seine Karriere.

## Nationalmannschaft
Im November 2010 wurde Ilie von Nationaltrainer Răzvan Lucescu erstmals in den Kader der rumänischen Nationalmannschaft berufen. Am 17. November 2010 debütierte er im Freundschaftsspiel gegen Italien, als er in der 90. Minute für Bogdan Stancu eingewechselt wurde. Während eines Turniers auf Zypern im Februar 2011 kam er als Einwechselspieler zweimal zum Zuge. Für die anschließenden Qualifikationsspiele zur Europameisterschaft 2012 wurde er von Lucescu nicht mehr berücksichtigt.

## Erfolge
- Rumänischer Meister: 2011
- Rumänischer Supercupsieger: 2011